# 鍾有章
鍾有章（？—959年），五代十国时南漢官员。
鍾有章是尚書左丞鍾允章的弟弟，年少就懂得寫文章，與兄長齊名，官至翰林學士、中書舍人。後主劉鋹繼位初年，在羅浮山興建天華宮、雲華閣，左立含陽門；右立起雲門，十分華麗。劉鋹因而命鍾有章寫下文章記載，稱大手著作。但不夠半年，鍾允章就在大宝二年（959年）被人陷害滅門，而鍾有章此前已死，所以未受牽連。